# Tigru bengalez
Tigrul bengalez (Panthera tigris tigris) este subspecia de tigru cea mai cunoscută. Habitatul acestora se găsește pe subcontinentul indian, în special în regiunea Bengal, dar poate fi găsit și în nordul Indiei și Nepal. Tigrul bengalez este animalul național al Indiei și Bangladeshului.
Tigrul bengalez este subspecia de tigru cu populația cea mai numeroasă, estimată la 1500–2000 de indivizi în India, 440 în Bangladesh, 120–230 în Nepal și aproximativ 80 în Bhutan. Din 2010, tigrul bengalez a fost clasificat ca specie pe cale de dispariție de către IUCN. Populația totală este estimată la mai puțin de 2500 de exemplare, cu o tendință de scădere.
Blana tigrilor este de obicei galbenă sau portocalie, cu dungi negre. Abdomenul și părțile mediale ale membrelor sunt albe, în timp ce coada este portocalie cu dungi negre. Masculii au o lungime a corpului de 2,7–3,1 m și o greutate de 200–250 kg, în timp ce femelele au o lungime a corpului de 2,2–2,5 m și o greutate de 120–160 kg.
Tigrii bengalezi au o durată de viață de până la 15 ani. Hrana acestora constă din primate, mistreți, antilope și gauri. Femelele gestante dau naștere de obicei la 1-4 pui. La naștere, puii au maximum 1,5 kg și o blană care năpârlește după câteva luni. La 2-3 ani, tigrii devin independenți de familiile lor.
Tigrul alb este un mutant recesiv al tigrilor bengalezi, fiind răspândit în special în Assam, Bengal și Bihar.